# Демон пробуждается (книга)
«Демон пробуждается» (англ. The Demon Awakens) — первая фантастическая книга из саги «Демонические войны» «Короны» американского писателя-фантаста Роберта Энтони Сальваторе (англ. Robert Anthony Salvatore).

## Аннотация
Далеко на краю земли в глубине сумрачной пещеры пробудилось от долгого сна страшное чудовище — демон Зла, чтобы принести в мир смерть и опустошение и подчинить его своей воле. Противостоять демону можно лишь с помощью магии, секреты которой известны эльфам и монахам из отдаленного аббатства — хранителям ниспосланных свыше волшебных камней. Выросшему среди эльфов Элбрайну суждено стать Защитником и вступить в поединок с демоном, а вместе с ним на битву со злом отправляются девушка-воительница Джилсепони, воспитанник аббатства Эвелин, умеющий управлять магической силой, и Лесной Дух — кентавр… Роберт Сальваторе, признанный автор эпико-героической фэнтези, начинает великую сагу о войне с демоном и вновь демонстрирует мастерство непревзойденного рассказчика.

## Главные герои
- Элбрайн Виндон — человек, житель деревни Дундалис, ученик эльфийской технологии защиты, получивший от эльфов имя Полуночник.
- Эвелин Десбрис — монах, получивший звание за верность в служении Богу, обладающий умением управлять магией камней.
- Джилсепони (Джилл, Пони) — девушка храбрая и смелая, научившаяся обладать магией камней.
- Джуравиль — эльф.
- Тантан — эльф.
- Кентавр, играющий на флейте и убивающий на повал своей большой дубиной врагов.
- Дар — дикий конь, который стал другом Элбрайну.

### Остальные герои
Коннор Билдеборох, Терранен Диноньел

## Эльфийский язык
В книге присутствует кроме человеческого языка также эльфийский. Список фраз в книге на эльфийском языке с переводом:
- квистел ни’тол — вино болотное;
- тоугуе не’песил сид’ел палоувьел — мясо остынет;
- элутойзе — совсем близко;
- кер’алфар — Дом Эльфов;
- пеллелл — «трехмерные шахматы» (игра эльфов);
- би’нелле дасада — «танец с мечом» (важный элемент физической и моральной тренировки);
- тай’марави — «Полуночник» (ночная птица).